# Surinaamse parlementsverkiezingen 1878
De Surinaamse parlementsverkiezingen in 1878 vonden plaats in maart van dat jaar. 
Er konden drie leden voor de Koloniale Staten gekozen worden in verband met het periodiek aftreden van G.H. Barnet Lyon, S. van Praag en J.A. Salomons.
| Kandidaat                                         | Stemmen in de eerste ronde | resultaat |
| ------------------------------------------------- | -------------------------- | --------- |
| G.H. Barnet Lyon                                  | 117                        | gekozen   |
| C. Busken Huet                                    | 111                        | gekozen   |
| J.A. Salomons                                     | 100                        | gekozen   |
| S. van Praag                                      | 15                         | x         |
| J. Gans                                           | 8                          | x         |
| meerdere andere personen met minder dan 7 stemmen |                            |           |

Bij deze verkiezingen mochten alleen mannen die aan bepaalde voorwaarden voldeden (censuskiesrecht) stemmen. Bij de eerste ronde waren er 131 geldig uitgebrachte stembiljetten waarbij een kiezer voor meer dan een kandidaat kon stemmen. Er waren drie zetels te verdelen en om in de eerste ronde gekozen te kunnen worden had een kandidaat de volstrekte meerderheid nodig (minstens 66 stemmen). Precies drie kandidaten voldeden aan die voorwaarde zodat er geen tweede ronde nodig was.
Met ingang van het nieuwe zittingsjaar op 14 mei 1878 (2e dinsdag van mei) had de Koloniale Staten de volgende dertien leden:
| Naam                       | Gepland jaar van aftreding | Bijzonderheden                                                |
| -------------------------- | -------------------------- | ------------------------------------------------------------- |
| A.J. van Emden             | 1880                       | voorzitter                                                    |
| D. Juda*                   | 1879                       | vicevoorzitter                                                |
| C.D. Brakke*               | 1879                       |                                                               |
| J.F. Saile Vanier*         | 1879                       |                                                               |
| J.B. Vos*                  | 1879                       |                                                               |
| J.F.A. Cateau van Rosevelt | 1880                       |                                                               |
| C. van Lier                | 1880                       |                                                               |
| H. Barnett                 | 1882                       |                                                               |
| A.J. da Costa              | 1882                       |                                                               |
| Ph.H. Verbeek              | 1882                       |                                                               |
| G.H. Barnet Lijon          | 1884                       |                                                               |
| C. Busken Huet             | 1884                       | bijna meteen opgestapt, in 1878 opgevolgd door M.S. van Praag |
| J.A. Salomons              | 1884                       |                                                               |

* = benoemd door de gouverneur